# Saturno contro
Saturno contro is een Italiaanse film uit 2007 geregisseerd door de Turk Ferzan Özpetek. De hoofdrollen worden vertolkt door Stefano Accorsi en Margherita Buy.

## Verhaal
Lorenzo woont al een tijd samen met zijn partner Davide die schrijver is van sprookjes. Ze hebben een hechte groep vrienden: de verslaafde Roberta, het getrouwde koppel Antonio en Angelica, Nival en haar man Roberto, Sergio en Paolo. Lorenzo voelt zich plots onwel en raakt in coma. Hij wordt overgebracht naar het ziekenhuis waar hij later overlijdt. Zijn vader die eigenlijk van Lorenzo niet meer wilde weten, bezoekt de vriendenkring samen met zijn tweede vrouw Minnie om te praten over Lorenzo's homoseksualiteit.

## Rolverdeling
- Stefano Accorsi - Antonio
- Margherita Buy - Angelica
- Pierfrancesco Favino - Davide
- Serra Yılmaz - Neval
- Ennio Fantastichini - Sergio
- Ambra Angiolini - Roberta
- Luca Argentero - Lorenzo
- Filippo Timi - Roberto
- Michelangelo Tommaso - Paolo
- Milena Vukotic - Marta
- Luigi Diberti - Vittorio
- Lunetta Savino - Minnie
- Isabella Ferrari - Laura

## Prijzen en nominaties
- 2007 - David di Donatello
  - Gewonnen: Beste vrouwelijke bijrol (Ambra Angiolini)
  - Genomineerd: Beste actrice (Margherita Buy)
  - Genomineerd: Beste muziek (Neffa)
  - Genomineerd: Beste lied ("Passione" - Neffa)
  - Genomineerd: Beste mannelijke bijrol (Ennio Fantastichini)